# Atmosphériques
Atmosphériques est un label indépendant fondé en 1996 par Marc Thonon, ayant révélé des artistes comme Polo, Louise Attaque, Abd Al Malik, SWANN, Wax Tailor et Charlie Winston.

## Historique
Après plus de 10 ans passés au service de Virgin et Barclay, Marc Thonon choisit la voie de l'indépendance en 1996. Par l'intermédiaire de Bernard Carbonez, alors directeur général de Tréma, il fait une rencontre décisive en la personne de Régis Talar, fondateur de ce label, en 1969, aux côtés de Jacques Revaux. En 1997, le premier album de Louise Attaque impose Atmosphériques en se vendant à 2,5 millions d'exemplaires, faisant l'une des plus belles ventes de l'histoire du disque et l'actuelle[Quand ?] meilleure vente d'un disque de rock français.
Atmosphériques développe son catalogue en 1999, avec Mellow, Louis Chedid, Wallen, Grand Tourism, Grand Popo Football Club... Le label pratique l'éclectisme musical, mais tous les artistes ont un point commun : ils sont artistes de scène.
En 2002, Tréma s'efface au profit d'Universal. Aussitôt les Wampas et les Wriggles rejoignent le catalogue. Cette deuxième vie offre au label d'autres succès, tels ceux de Ghinzu, Martin Rappeneau, Patxi, Wallen (2 disques d'or), Tarmac, le Soldat Rose (disque de platine) ou Abd Al Malik, double disque d'or et lauréat du prestigieux Prix Constantin en 2006.
En juillet 2007, en pleine crise du disque, le fondateur cède une grosse partie du catalogue à la major, tout en décidant de retrouver une configuration 100% indépendante. Wax Tailor, Joseph d'Anvers et, dès 2009, Charlie Winston, deviennent les nouveaux fleurons du label. L'album Hobo de Charlie Winston est, onze ans après Louise Attaque, le deuxième numéro 1 du label en album, lui offrant même le doublé avec un premier numéro 1 au Top Singles et un nouveau disque de diamant.
Pepper Island, Medi, Poney Express, Karimouche, Penguin Prison ou encore Didier Wampas ont désormais rejoint les rangs du label. 
En mai 2010 le label ouvre son département concerts, Atmo Live, dirigé par Agathe Basquin.

## Les albums phares du label
- 1997 : Louise Attaque de Louise Attaque - Disque de Diamant
- 1999 : Puzzle de Tahiti 80 - Disque d'or au Japon
- 2000 : Comme on a dit de Louise Attaque - Double disque de platine
- 2001 : À force de vivre de Wallen - Disque d'or
- 2005 : À plus tard crocodile de Louise Attaque et  - Disque de platine
- 2006 : Le Soldat rose de Louis Chedid - Disque de platine
- 2006 : Gibraltar d'Abd Al Malik - Double disque d'or
- 2007 : Hope and Sorrow de Wax Tailor - Disque d'argent
- 2009 : Hobo de Charlie Winston - Disque de diamant
- 2010 : In the Mood for Life de Wax Tailor - Disque d'or

## Les titres phares du label
- Louise Attaque : Je t'emmène au vent ; Les nuits parisiennes ; Ton invitation ; Léa ; Si l'on marchait jusqu'à demain
- Tahiti 80 : Heartbeat
- Wallen : Celle qui dit non : Donna
- Louis Chedid : Bouc Bel Air
- Martin Rappeneau : Les figures imposées ; Julien
- Les Wampas : Manu Chao
- Ghinzu : Do You Read Me ?
- The Film : Can You Touch Me ?
- Francis Cabrel : Gardien de nuit
- Abd Al Malik : Les autres ; 12 septembre 2001
- Wax Tailor : Positively Inclined
- Charlie Winston : Hobo ; In Your Hands ; Kick The Bucket